# یواس‌اس استامپ (دی‌دی-۹۷۸)
یواس‌اس استامپ (دی‌دی-۹۷۸) (به انگلیسی: USS Stump (DD-978)) یک کشتی بود که طول آن 529 ft (161 m) waterline; 563 ft (172 m) overall بود. این کشتی در سال ۱۹۷۷ ساخته شد.